# Spazio metrico completo
In matematica, uno spazio metrico completo è uno spazio metrico in cui tutte le successioni di Cauchy sono convergenti ad un elemento dello spazio. Si tratta di un importante caso particolare di spazio uniforme completo.
Uno spazio metrico non completo è sempre contenuto in uno spazio completo più grande, che può essere costruito a partire dal primo tramite un'operazione di completamento. Ad esempio, l'insieme dei numeri razionali è contenuto nell'insieme dei numeri reali, che si può ottenere dai numeri razionali grazie ad un'operazione di completamento (numeri irrazionali).

## Definizione
Una successione {\displaystyle \{x_{n}\}} è una successione di Cauchy se per ogni {\displaystyle \varepsilon >0} esiste un numero {\displaystyle N(\varepsilon )>0} tale che:
{\displaystyle d(x_{n},x_{m})<\varepsilon }
per ogni {\displaystyle n,m>N(\varepsilon )}, dove {\displaystyle d} è una funzione di distanza. In uno spazio metrico, ogni successione convergente è di Cauchy.
Uno spazio metrico si dice completo se ogni successione di Cauchy converge ad un elemento dello spazio.
Dato uno spazio metrico {\displaystyle X}, un completamento di {\displaystyle X} è una coppia {\displaystyle (Y,\phi )}, dove {\displaystyle Y} è uno spazio metrico completo e {\displaystyle \phi } una isometria da {\displaystyle X} in {\displaystyle Y} tale che {\displaystyle \phi (X)} è denso in {\displaystyle Y}.
Ogni spazio metrico compatto è completo, ma non vale il viceversa: uno spazio metrico è compatto se e solo se è completo e totalmente limitato. Un sottospazio di uno spazio metrico completo, fornito della metrica indotta, è completo se e solo se è un sottoinsieme chiuso. Inoltre, il prodotto di spazi metrici completi è completo, e quindi segue che un sottoinsieme di {\displaystyle \mathbb {R} ^{n}} è completo se e solo se è chiuso.
Una proprietà degli spazi metrici completi è fornita dal teorema di Baire, che afferma che in uno spazio metrico completo l'intersezione di ogni collezione numerabile di suoi sottoinsiemi aperti e densi è densa nello spazio.

## Completamento di uno spazio metrico
Dato uno spazio metrico {\displaystyle X}, un completamento di {\displaystyle X} è una coppia {\displaystyle (Y,\phi )}, dove {\displaystyle Y} è uno spazio metrico completo e {\displaystyle \phi } una isometria da {\displaystyle X} in {\displaystyle Y} tale che {\displaystyle \phi (X)} è denso in {\displaystyle Y}.

### Esistenza e unicità
Dato uno spazio metrico {\displaystyle X}, è sempre possibile trovare un completamento. Se inoltre {\displaystyle (Y,\phi )} e {\displaystyle (Z,\psi )} sono due completamenti di {\displaystyle X}, allora {\displaystyle Y} è isometrico a {\displaystyle Z}.

#### Dimostrazione
Definizione di Y
Sia {\displaystyle C} l'insieme delle successioni di Cauchy in {\displaystyle X}. La relazione {\displaystyle \sim } su {\displaystyle C} definita nel seguente modo:
{\displaystyle \ (x_{n})\sim (y_{n})\ \Leftrightarrow \ \lim _{n}d(x_{n},y_{n})=0}
è una relazione di equivalenza (la transitività è conseguenza immediata della disuguaglianza triangolare). Si indica con {\displaystyle Y} l'insieme quoziente e con {\displaystyle [x_{n}]} la classe di equivalenza della successione {\displaystyle (x_{n})\in C}.
Definizione di una metrica su Y
Per mostrare che la funzione {\displaystyle \delta :Y\times Y\to \mathbb {R} } tale che:
{\displaystyle \delta ([x_{n}],[y_{n}])=\lim _{n}d(x_{n},y_{n})}
è ben definita, bisogna dimostrare che il limite di destra converge, e che non dipende dai rappresentanti scelti. Per la convergenza basti notare che {\displaystyle (d(x_{n},y_{n}))} è una successione di Cauchy di numeri reali, come emerge dalla relazione:
{\displaystyle |d(x_{n},y_{n})-d(x_{m},y_{m})|\leq |d(x_{n},y_{n})-d(y_{n},x_{m})|+|d(y_{n},x_{m})-d(x_{m},y_{m})|\leq d(x_{n},x_{m})+d(y_{n},y_{m})}
e quindi è convergente. Per dimostrare che il limite non dipende dai rappresentanti scelti, se {\displaystyle (u_{n})\in [x_{n}]} e {\displaystyle (v_{n})\in [y_{n}]}, allora, analogamente alla disuguaglianza precedente:
{\displaystyle |d(u_{n},v_{n})-d(x_{n},y_{n})|\leq d(u_{n},x_{n})+d(v_{n},y_{n})}
che al limite va a 0, cioè:
{\displaystyle \lim d(u_{n},v_{n})=\lim d(x_{n},y_{n})}
È immediato verificare che {\displaystyle \delta } ha tutte e tre le proprietà di una metrica.
Immersione di X in Y
Dato {\displaystyle x\in X}, sia {\displaystyle (x)} la successione che vale costantemente {\displaystyle x}. Sia {\displaystyle i:X\to Y} la funzione che manda {\displaystyle x} nella classe di equivalenza {\displaystyle [x]} di {\displaystyle (x)}. È immediato che {\displaystyle i} sia una isometria:
{\displaystyle \delta (i(x),i(y))=\lim _{n}d(x,y)=d(x,y)}

## Esempi

### Razionali e reali
Lo spazio metrico {\displaystyle \mathbb {Q} } dei numeri razionali con la metrica standard non è completo. Infatti, scrivendo le troncature di {\displaystyle {\sqrt {2}}}:
{\displaystyle x_{0}=1\ \ x_{1}=1,4\ \ x_{2}=1,41\ \ x_{3}=1,414\ \ x_{4}=1,4142\ \ldots \ x_{n}={\frac {\lfloor 10^{n}{\sqrt {2}}\rfloor }{10^{n}}}}
con {\displaystyle \lfloor x\rfloor } la parte intera di {\displaystyle x\in \mathbb {R} }, si costruisce una successione di Cauchy di numeri razionali che converge a {\displaystyle {\sqrt {2}}}, che però razionale non è.
Gli spazi metrici {\displaystyle \mathbb {R} } dei numeri reali e {\displaystyle \mathbb {C} } dei numeri complessi con la metrica data dal valore assoluto sono invece completi.
Gli insiemi {\displaystyle \mathbb {R} ^{n}} con la norma euclidea standard sono spazi completi. Più generalmente, un qualsiasi sottoinsieme chiuso dello spazio euclideo {\displaystyle \mathbb {R} ^{n}} è completo.

### Spazi di dimensione infinita
La completezza è una proprietà importante in analisi funzionale. In tale ambito gli spazi metrici studiati sono spazi di funzioni che formano degli spazi vettoriali di dimensione infinita. 
Per esempio, siano {\displaystyle K} uno spazio topologico compatto e {\displaystyle (Y,\rho )} uno spazio metrico completo. L'insieme delle funzioni continue {\displaystyle C(K,Y)} con la metrica uniforme 
{\displaystyle d(f,g)=\sup _{x\in K}\rho (f(x),g(x))}
è uno spazio metrico completo.
Un caso particolare di spazi metrici sono gli spazi normati. Gli spazi normati completi si dicono spazi di Banach. Ad esempio: 
- Lo spazio {\displaystyle C([a,b])} delle funzioni continue definite su un intervallo chiuso {\displaystyle [a,b]} con la metrica indotta dalla norma uniforme

{\displaystyle \Vert f\Vert _{\infty }=\sup _{x\in [a,b]}|f(x)|}
è uno spazio di Banach.
- È di Banach lo spazio l2, ovvero l'insieme delle successioni {\displaystyle x=\{x_{n}\}_{n\geq 1}} tali che sia finita la norma

{\displaystyle \Vert x\Vert _{2}=\sum _{n=1}^{\infty }x_{n}^{2}}
Più in generale tutti gli spazi Lp, con {\displaystyle 1\leq p\leq \infty }, sono spazi di Banach.